# Чентенате (Варезе)
Чентенате је насеље у Италији у округу Варезе, региону Ломбардија.
Према процени из 2011. у насељу је живело 81 становника. Насеље се налази на надморској висини од 287 м.